# Batalha de Gariã
Batalha de Gariã (ou Gharyan) foi uma batalha da Guerra Civil Líbia de 2011 entre as forças rebeldes anti-Gaddafi e as forças leais a Muammar Gaddafi pelo controle da cidade de Gariã, localizada na Tripolitânia na parte oriental das Montanhas Nafuça.

## Desenvolvimento da batalha
Em 13 de agosto, as forças rebeldes atacam a cidade. Os rebeldes foram inicialmente bem sucedidos haja vista as forças gaddafistas inicialmente recuam, porém mais tarde reagrupam-se e contra-atacam. No dia seguinte, os rebeldes afirmam controlar "70 por cento" da cidade e um combatente diz que os lealistas estariam se retirando de Gariã. Em 15 de agosto, os rebeldes declararam ter "controle total" da cidade.
Em 16 de agosto, o porta-voz do governo Moussa Ibrahim afirmou que as tropas governamentais retomariam Gariã em breve, implicitamente apoiando o relato dos rebeldes de que a cidade havia sido capturada.  A agência de notícias Reuters confirmou que Gariã estava sob controle dos rebeldes, com as forças rebeldes posicionadas no centro da cidade com um tanque T-34. No dia seguinte, os combates prosseguiram na cidade.
Em 18 de agosto, os gaddafistas se retiraram totalmente da cidade, o que foi confirmado por um correspondente da Reuters. Os lealistas tinham recuado do norte para Azizia.

## Resultado
Em 15 de agosto, os rebeldes afirmaram ter se deslocado para o sul de Gariã após a batalha e tomado a base militar de Mizda, obtendo acesso aos suprimentos militares do exército líbio armazenados ali. Mizda situa-se próxima de uma junção estratégica entre as estradas para Gariã, Bani Ualide e Saba.